# Dellach (Gemeinde St. Veit an der Glan)
Dellach ist eine Ortschaft in der Gemeinde Sankt Veit an der Glan im Bezirk Sankt Veit an der Glan in Kärnten, in Österreich. Die Ortschaft hat 47 Einwohner (Stand 1. Jänner 2024).
Sie liegt auf dem Gebiet der Katastralgemeinde Projern.

## Lage

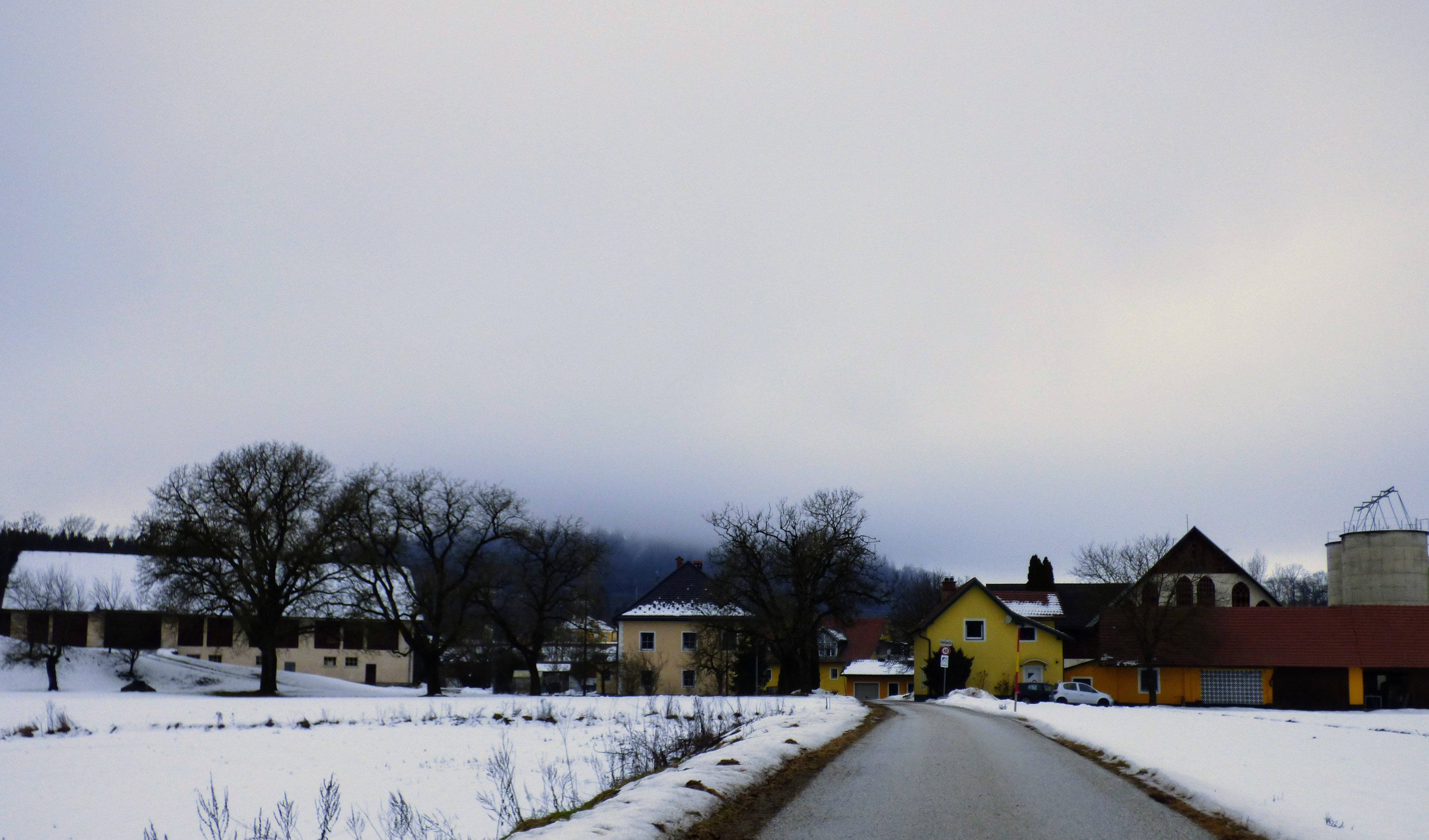
Dellach, östlicher Ortsrand

Die Ortschaft liegt im Glantaler Bergland im Süden des Bezirks Sankt Veit, südlich des Hörzendorfer Sees am Ostrand der Katastralgemeinde Projern, östlich von Projern. Zur Ortschaft gehören auch die Höfe Schattensteiner (Haus Nr. 1, westlich knapp außerhalb des Weilers) und Zedlegger (Haus Nr. 9, gut einen halben Kilometer südlich des Weilers an einigen Fischteichen gelegen).

## Geschichte
In der Steuergemeinde Projern liegend, gehörte der Ort in der ersten Hälfte des 19. Jahrhunderts zum Steuerbezirk Karlsberg. Bei Bildung der Ortsgemeinden im Zuge der Reformen nach der Revolution 1848/49 kam Dellach an die Gemeinde Hörzendorf (die zunächst unter dem Namen Gemeinde Karlsberg geführt wurde), 1972 an die Gemeinde Sankt Veit an der Glan.

## Bevölkerungsentwicklung
Für die Ortschaft ermittelte man folgende Einwohnerzahlen:
- 1869: 9 Häuser, 49 Einwohner[3]
- 1880: 8 Häuser, 72 Einwohner[4]
- 1890: 8 Häuser, 72 Einwohner[5]
- 1900: 7 Häuser, 64 Einwohner[6]
- 1910: 7 Häuser, 65 Einwohner[7]
- 1923: 7 Häuser, 67 Einwohner[8]
- 1934: 61 Einwohner[9]
- 1961: 8 Häuser, 41 Einwohner[10]
- 2001: 10 Gebäude (davon 8 mit Hauptwohnsitz) mit 18 Wohnungen; 44 Einwohner und 10 Nebenwohnsitzfälle; 13 Haushalte; 4 Arbeitsstätten, 7 land- und forstwirtschaftliche Betriebe[11]
- 2011: 13 Gebäude, 57 Einwohner, 22 Haushalte; 5 Arbeitsstätten[12]
- 2021: 14 Gebäude, 44 Einwohner, 20 Haushalte, 7 Arbeitsstätten[13]